# Anna Dello Russo
Anna Dello Russo (née le 16 avril 1962) est une journaliste italienne de mode travaillant pour l'édition japonaise de Vogue après avoir travaillé pour l'édition italienne, mais également une icône de mode amie entre autres des créateurs Domenico Dolce et Stefano Gabbana, ainsi que du blogueur Scott Schuman.

## Biographie
Anna Dello Russo naît en 1962 dans le sud de l'Italie à Bari. Elle commence très tôt à s'intéresser à la mode au point que cela en devienne une obsession à ses yeux. À douze ans, lorsque son père lui demande ce qu'elle veut comme cadeau, elle lui répond qu'elle désire un sac Gucci.
Après des études d'histoire d'art et de littérature, Anna Dello Russo débute dans la presse de la Mode par un court passage chez Donna Magazine, puis travaillera pendant 18 ans au Vogue italien occupant le poste de Fashion Editor qu'elle quittera à la suite de l'incompatibilité de sa fonction avec son activité parallèle de consultante de mode ; elle deviendra par la suite rédactrice en chef de L'Uomo Vogue de 2000 à 2006. Actuellement, elle travaille comme freelance en collaboration avec le Vogue Nippon, édition japonaise, où elle occupe le poste de Fashion Director at large, aux côtés de la rédactrice en chef Mitsuko Watanabe.
Fin 2010, un parfum Beyond, the scent of Anna Dello Russo est commercialisé, avec un flacon doré reprenant la forme d'un escarpin. Et en 2012, Anna Dello Russo signe une mini-collection d'accessoires pour la marque H&M.
Anna est aussi une avide collectionneuse de vêtements, qu'elle garde précieusement et qu'elle classe minutieusement dans son second appartement à Milan. Elle dit avoir autour de 4 000 paires de chaussures,. Anna Dello Russo pense à créer une fondation ou un musée un jour, où seraient exposés ses innombrables pièces de collection. Anna achète tous ses vêtements, ce qui est très rare dans le milieu fermé des rédactrices de renom. Pour beaucoup, Anna Dello Russo a intégré depuis longtemps le trio des « papesses » de la mode comprenant Anna Wintour, Carine Roitfeld et elle-même. Son style extravagant est très italien, coloré mais aussi scintillant.

## Style
Toujours à l'avant-garde de la mode et décrite par le photographe Helmut Newton comme une « fashion maniac » (« maniaque de la mode ») Anna Dello Russo est pour certains « l'incarnation du style italien » comme l'était Anna Piaggi et ses tenues extravagantes.
Habituée des plus importantes Semaines des défilés dans le monde, et par ce fait très présente dans les médias de mode dont l'influent blog de Scott Schuman, The Sartorialist, qui l'a fait connaitre à partir de 2006, ainsi que le blog Jak and Jil, mais évidemment aussi dans de nombreuses éditions internationales du magazine Vogue, elle est devenue une « journaliste-icône de la mode » au même titre que Daphne Guinness ou Carine Roitfeld.
Sa garde-robe est composée des plus grands créateurs mondiaux tel que Balmain, et surtout de grandes marques d'origine italienne comme ses amis Dolce et Gabbana, ou Roberto Cavalli, Ferragamo, Gucci, Miu Miu et Prada, Pucci, Nina Ricci, Versace, mais aussi la génération italienne de couturiers plus récente comme Alessandro Dell'Acqua, Fausto Puglisi, ou encore Aquilano Rimondi, et le chausseur Giuseppe Zanotti.
Dello Russo, qui scénarise chacune de ses sorties avec une tenue qu'elle ne portera qu'une fois, se changeant à chaque défilé même s'il y en a plusieurs par jour, ose les mélanges étonnants et colorés, voire fluo, les vêtements à base de fleurs, de fruits, de serpent, d'imprimés léopard, de cuir, de plumes, ou de jeux de transparence…
Elle accessoirise toujours ses tenues pointues avec des ceintures, des bijoux, et des chapeaux totalement excentriques,,.
« Avant, j'avais pour habitude d'emporter 30 tenues pour les Fashion Weeks. Aujourd'hui, pour les défilés de New York, Milan et Paris, je dois en prendre au moins 90 »
— Anna Dello Russo, 